# Kuripan (Cempaka)
Kuripan is een bestuurslaag in het regentschap Ogan Komering Ulu van de provincie Zuid-Sumatra, Indonesië. Kuripan telt 682 inwoners (volkstelling 2010).